# Parco transfrontaliero del Grande Limpopo
Il parco transfrontaliero del Grande Limpopo (in inglese  Great Limpopo Transfrontier Park) nasce dalla collaborazione di tre stati: Il Sudafrica,il Mozambico e lo Zimbabwe.
Il parco transfrontaliero del Grande Limpopo consentirà di collegare il parco nazionale del Limpopo del Mozambico, il parco nazionale Kruger del Sudafrica, il parco nazionale Gonarezhou, il parco nazionale Manjinj e il parco nazionale Malipati nello Zimbabwe in un'unica area faunistica protetta. La sua superficie sarà di circa 35.000 km², ma è destinata ad arrivare a 100.000 km² con l'annessione dell'Area di conservazione transfrontiera del Limpopo/Shashe (Limpopo/Shashe Transfrontier Conservation Areas).

## Storia
Il 10 dicembre del 2000 i ministri dell'ambiente del Sudafrica,dell Mozambico e
dello Zimbabwe hanno firmato un primo protocollo d'intesa per la creazione del parco.
Presso la città di Xai-Xai in Mozambico, il 9 dicembre del 2002 i tre capi di Stato hanno firmato un trattato internazionale con il quale si creava il parco transfrontaliero del Grande Limpopo e due giorni dopo i ministri per l'ambiente del Mozambico e Sud Africa hanno dato l'autorizzazione alla demolizione di una parte della recinzione tra il Limpopo e il parco nazionale Kruger. Nel 2006 un'altra porzione della recinzione tra le due aree è stata demolita in modo da facilitare il passaggio tra i due parchi e i due stati.